# Деси Баутерсе
Десире Делано Баутерсе (хол. Desiré Delano Bouterse; 13. октобар 1945 — 23. децембар 2024) био је војни официр, политичар и председник Суринама од 2010. до 2020. године.

## Биографија
Бутерсе је први пут дошао на власт 1980. након војног удара и владао је Суринамом под војним режимом до 1988. године.
Након демократских избора, вратио се на власт као председник 2010. и поново је изабран 2015. године, а његов мандат је трајао до 2020. године.
Бутерсе је осуђен на 20 година затвора због своје улоге у егзекуцији 15 политичких противника 1982. године, након државног удара. Он није био присутан на изрицању пресуде и након тога је био у бекству, а интерпол је за његово хапшење расписао црвену потерницу.
Упркос томе што је био у бекству, Бутерсе је наставио да редовно даје изјаве за медије.
Преминуо је од цирозе јетре 23. децембра 2024 године.